# Trematodon curvicollis
Trematodon curvicollis är en bladmossart som beskrevs av Cardot in Grandidier 1915. Trematodon curvicollis ingår i släktet tranmossor, och familjen Bruchiaceae. Inga underarter finns listade i Catalogue of Life.